# Cayo Valerio Pudente
Cayo o Gayo Valerio Pudente  fue un senador romano de origen norteafricano que vivió a finales del siglo II y comienzos del siglo III, que logró ser consul suffectus. 

## Cursus honorum
Pudente nació en la ciudad de Cuicul (Djémila, Argelia), en la provincia romana de Numidia.
Desconocemos cuales fueron los pasos de su carrera anteriores a ser gobernador provincial de rango pretorio, pero cuando Septimio Severo se proclamó emperador en 193 frente a Didio Juliano después del asesinato de Pertinax, tres inscripciones nos indican que era gobernador de la provincia Pannonia Inferior, ejerciendo su cargo en su capital Aquimcum (Budapest, Hungría), y como era norma en las provincias con una sola unidad legionaria de guarnición, era simultáneamente legatus legionis de la Legio II Adiutrix, única legión de esta provincia. Posiblemente había sido nombrado legado de Panonia Inferior por Cómodo. Las mencionadas inscripciones presentan a Pudente como un hombre sumamente religioso, ya que las tres son aras votivas dedicadas, respectivamente, al dios y genio de su provincia, a la Fortuna y a Minerva.
Otra inscripción procedente de la ciudad panonia de Intercisa (Dunaujvaros, Hungría), situada unos kilómetros al sur de Aquincum, muestra a Pudente como gobernador de la mencionada provincia otorgando en nombre de un emperador no mencionado (¿Cómodo?) la licencia honrosa a un soldado de la Cohors I miliaria Hemesorum, una de las unidades de auxilia de guarnición en Panonia Inferior.
Desde su puesto de gobernador de Panonia Inferior secundó a Septimio Severo en sus pretensiones de ascenso a la púrpura imperial, lo que le valió ser nombrado consul suffectus en 201, y ser designado inmediatamente gobernador de la provincia Germania Inferior, recién arrebatada a Clodio Albino tras su derrota en la batalla de Lugdunum (Lyon, Francia), como indica una inscripción procedente de Roomburg (Países Bajos), que conmemora la restauración de un arsenal en Matilo por una vexillatio de la Cohors XV Voluntariorum.
En algún momento entre los años 202 y 206, Septimio Severo lo nombró gobernador de Britania, posiblemente en relación con una sublevación de la tribu de los brigantes, como parece indicar la inscripción en las casernas de la Cohors VI Nerviorum en Bainbridge (Reino Unido).
Su carrera culminó hacia 210-211 cuando Caracalla lo nombró procónsul o gobernador de la provincia Africa Proconsularis, permitiendo en 212 a Publio Ostorio Saturnino, flamen perpetuo del Municipium Vazitanorum trasladar a la básilica del foro municipal una estatua ecuestre de la divinidad local; este mismo sacerdote erigió una capilla con un complejo hospitalario al dios sandor Esculapio hacia 212,
Tertuliano, por su parte, describe el gobierno de Valerio Pudente en su provincia como suave hacia los cristianos.